# Psychoda hemicorcula
Psychoda hemicorcula és una espècie d'insecte dípter pertanyent a la família dels psicòdids.

## Descripció
- Les antenes presenten 16 segments.[5]

## Distribució geogràfica
Es troba a la Micronèsia: la República de Palau.